# 鄭建 (正德進士)
鄭建（1478年—？），字一中，直隸徽州府祁門縣人，民籍，明朝政治人物。

## 生平
應天府鄉試第十五名舉人。正德十二年（1517年）中式丁丑科會試第一百四名，登第三甲第一百九十八名進士。礼部观政，授户部主事，历员外郎、郎中，官至廣東高州府知府，卒于官。

## 家族
曾祖鄭德勳；祖父鄭孟熹；父鄭叔瑜，母程氏。具庆下。兄英、美。弟肇。